# 中途航空 (1993年)
中途航空（Midway Airlines）曾是一家总部设在美国北卡罗来纳州莫里斯维尔的航空公司。该航空公司存在于1993年至2003年。